# Довгодько, Евгения Сергеевна
Евгения Сергеевна Довгодько (укр. Євгенія Сергіївна Довгодько; в девичестве — Нимченко; род. 29 сентября 1992, Херсон) — украинская спортсменка (академическая гребля), мастер спорта Украины международного класса, бронзовый призёр летней Универсиады в Казани, многократная чемпионка Украины.

## Биография
В юности Нимченко, помимо гребли, занималась лёгкой атлетикой, гандболом и карате. Училась в Херсонском высшем училище физической культуры, затем — в Херсонском государственном университете.
В 2010 году на чемпионате мира среди юниоров в Чехии завоевала серебро, благодаря чему получила звание мастер спорта международного класса.
На летней Универсиаде, которая проходила с 6 по 17 июля в Казани, Евгения представляла Украину в академической гребле в дисциплине четвёрка без рулевого и завоевала бронзовую награду вместе с Илоной Романеску, Екатериной Шеремет и Дарьей Верхогляд.
В предварительных заплывах девушки сразу квалифицировались в финал со вторым результатом (7:05.69). В финале заняли третью строчку (7:09.66), пропустив вперёд россиянок (6:59.92) и спортсменок из ЮАР (7:07.44).
Нимченко представляла Украину на летних Олимпийских играх 2016 года. Украинки выиграли свою группу, а в финале заняли четвёртое место, показав время 6:56:09.
В 2017 году участвовала в чемпионате Европы и чемпионате мира в четвёрках парных, но заняла девятое и восьмое места соответственно. В 2018 году наибольшим достижением стало второе место на чемпионате Европы в четвёрках парных. В том же году вышла замуж за гребца Ивана Довгодько. В 2019 году заняла третье место на чемпионате Европы в четвёрках парных.